# Pseudolachnea hispidula
Pseudolachnea hispidula är en svampart som först beskrevs av Heinrich Adolph Schrader, och fick sitt nu gällande namn av B. Sutton 1977. Pseudolachnea hispidula ingår i släktet Pseudolachnea, divisionen sporsäcksvampar och riket svampar.  Arten är reproducerande i Sverige. Inga underarter finns listade i Catalogue of Life.